# Gustaf Böklin
Gustaf David Böklin, född 15 juni 1879 på Täckhammar, Bärbo socken, Södermanlands län, död 1961 i Råby-Rönö, Södermanlands län, var en svensk konstnär. 
Han var son till godsägaren David Böklin och Ebba Gellerstedt och bror till Ebba Böklin. Efter avlagd fil.kand.-examen vid Uppsala universitet studerade han konst vid Académie Julian i Paris 1904 och vid Althins målarskola 1905 samt vid Konstakademien i Stockholm 1905–1909 därefter fortsatte han studierna vid konstakademien i München 1810–1911 och vid olika målarskolor i Paris 1912-1913 samt 1922–1923. Han studerade på egen hand under resor till Spanien och Italien. Han medverkade i ett stort antal utställningar på den svenska landsorten och i  den svenska konstakademiens utställning av svenska akvareller i Köpenhamn och München 1925. Hans konst består av blomsterstilleben, porträtt och landskapsmålningar med motiv från Södermanland i olja eller akvarell. Böklin är representerad vid Sörmlands museummed två landskapsmålningar.